# Fakultät für Elektrotechnik der Westpommerschen Technischen Universität Stettin

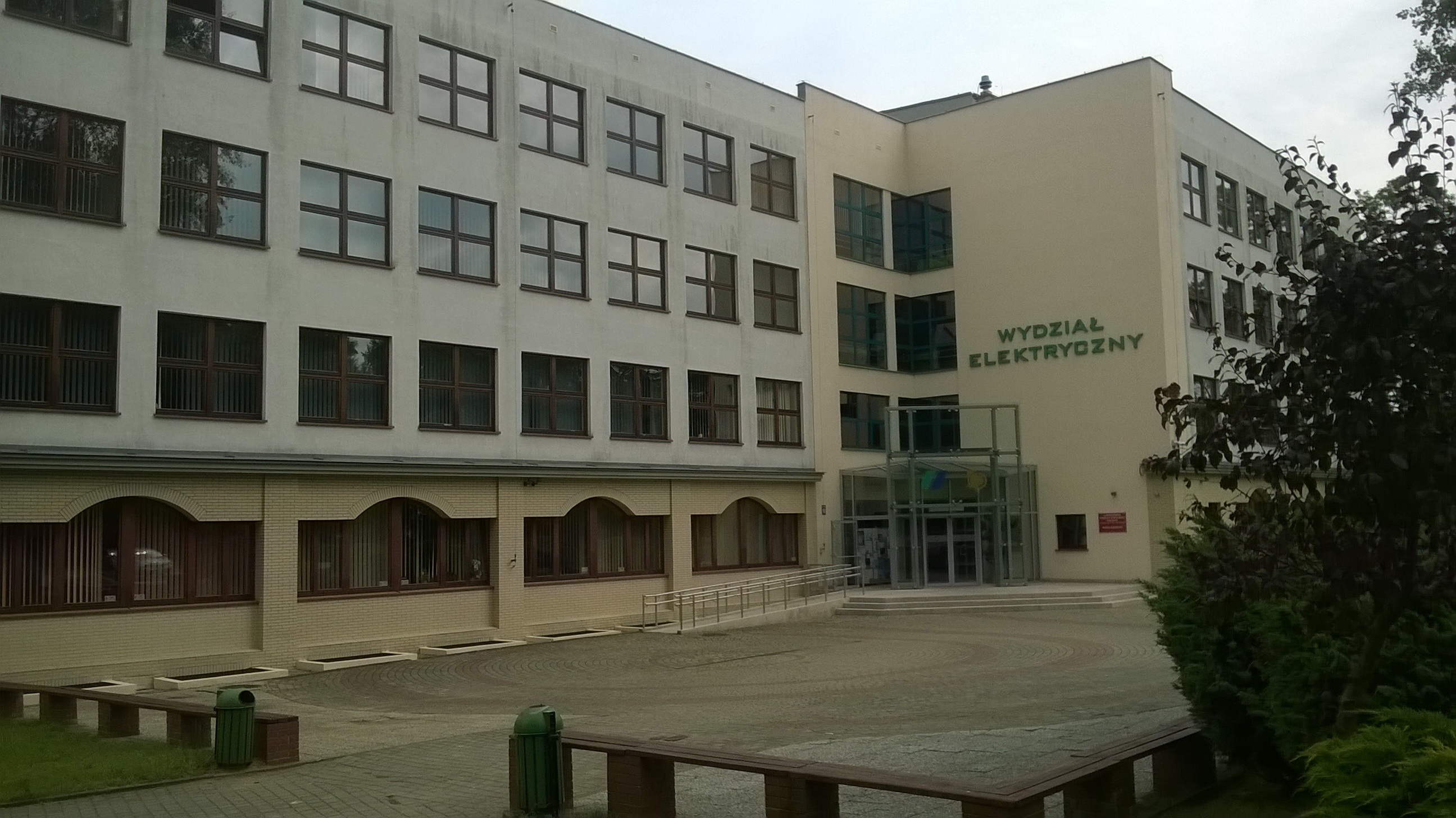
Gebäude an der Ulica 26 Kwietnia

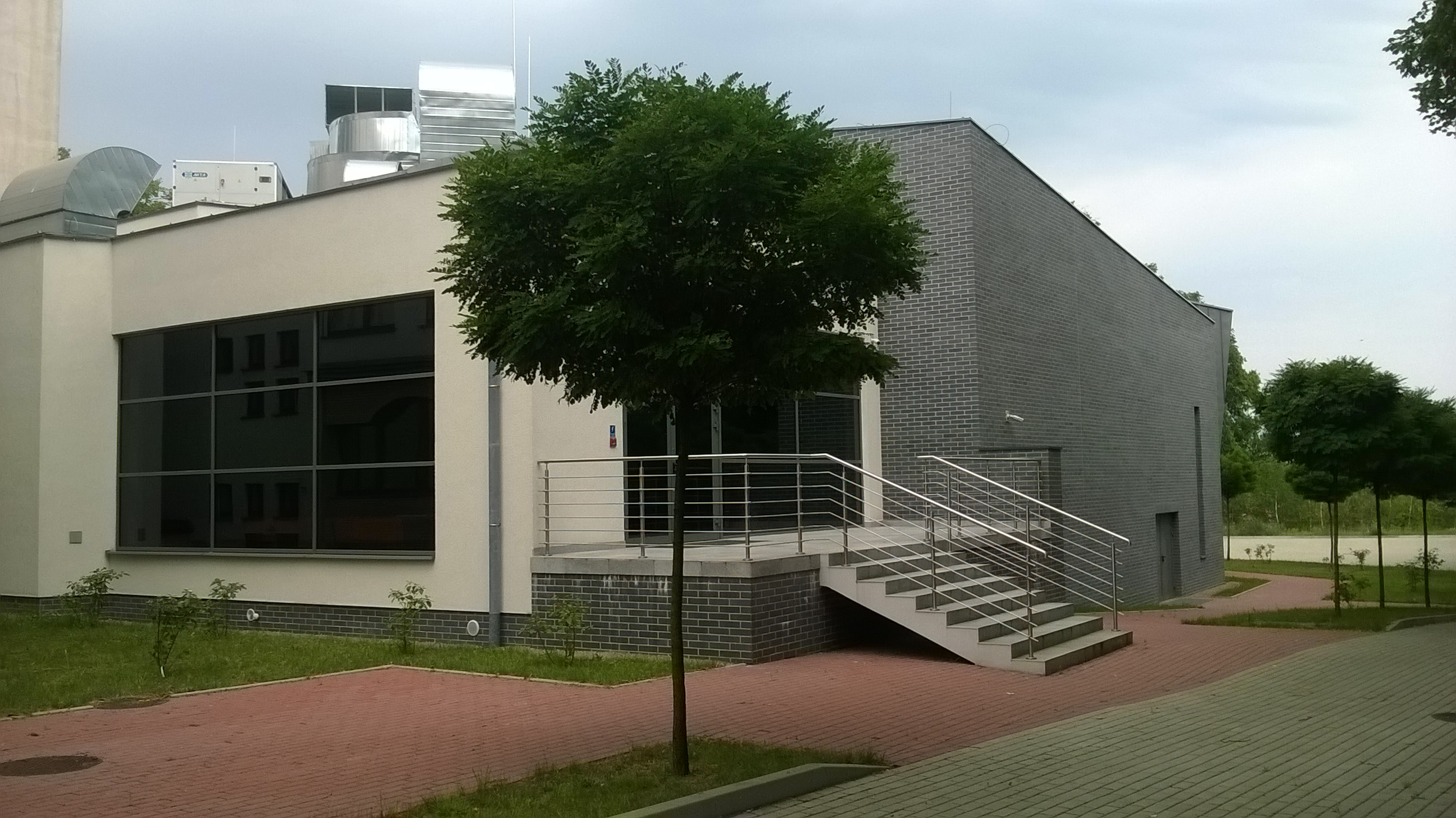
Stanisław-Skoczowski-Auditorium

Die Fakultät für Elektrotechnik ist eine der fünf ältesten Fakultäten der heutigen Westpommerschen Technischen Universität Stettin. Sie wurde am 1. Dezember 1947 durch den Erlass des Bildungsministers Czesław Wycech gegründet.

## Geschichte
Die 1946 gegründete Fakultät für Elektrotechnik der damaligen Technischen Ingenieur-Hochschule Stettin wurde in einem Gebäude der ehemaligen Vereinigten Technischen Staatslehranstalten für Schiffsingenieure und Seemaschinisten an der Władysława-Sikorskiego-Straße 37 platziert. Das Amt des ersten Dekans wurde Witold Gładysz, M.Eng. anvertraut. Ursprünglich bot die Fakultät zwei Studiengänge: elektrische Energietechnik und Telekommunikation. Am 1. September 1970 wurde die Fakultät durch den Beschluss des Ministers für Bildung und Hochschulwesen in Institut für Elektrotechnik umgewandelt. Doch bereits am 23. Januar 1973 erließ der Minister für Wissenschaft, Hochschulwesen und Technologie einen Beschluss zur Gründung des Instituts für Automatik, das zusammen mit dem Institut für Elektrotechnik eine neue Fakultät konstituierte. Am 1. September 1982 wurde noch das Institut für Elektronik und Informatik gegründet. 1990, 2000 und 2010 wurden weitere Änderungen vorgenommen. 1. Januar 2009. wurde die Technische Universität Szczecin in Westpommersche Technische Universität Stettin umgewandelt und die Fakultät änderte ihren Namen in den heutigen.

## Unterorganisation
Stand: 7. Juni 2021
- Lehrstuhl für theoretische Elektrotechnik und angewandte Informatik
- Lehrstuhl für elektrische Maschinen und Antriebe
- Lehrstuhl für Hochspannungstechnik und elektrische Energietechnik
- Lehrstuhl für Automatik und Robotik
- Lehrstuhl für Systemtechnik, Signale und Elektronik
- Lehrstuhl für Signalverarbeitung und Multimediatechnik
- Lehrstuhl für Telekommunikation und Photonik
- Labor für industrielle Elektrotechnik
- Zentrum für Technik elektromagnetischer Felder und Hochfrequenztechniken
- Bibliothek
- Dekanat

## Studiengänge
- Automatik und Robotik
- Elektrotechnik
- Teleinformatik

## Lehrende und Alumni
- Witold Gładysz – Mitbegründer der Technischen Ingenieur-Hochschule Stettin und erster Dekan der Fakultät,[2]
- Ryszard Pałka – Mitglied des Elektrotechnischen Komitees der Polnischen Akademie der Wissenschaften sowie des Rats für wissenschaftliche Exzellenz,
- Ryszard Sikora – Mitglied des Elektrotechnischen Komitees der Polnischen Akademie der Wissenschaften,[5] Träger des Ordens Polonia Restituta,
- Piotr Szymczak – Präsident des Verbands der polnischen Elektroingenieure,[6] Träger des silbernen Verdienstkreuzes der Republik Polen und der Medaillen der Kommission für Nationale Bildung,
- Stanisław Możejko – Stadtpräsident von Świnoujście,
- Dariusz Wieczorek – Mitglied des polnischen Parlaments,
- Roman Czejarek – Journalist.